# バシレイオス2世
バシレイオス2世“ブルガロクトノス”（Βασίλειος Βʹ ὁ Βουλγαροκτόνος、958年 - 1025年12月25日）は、東ローマ帝国マケドニア王朝の皇帝（在位：976年 - 1025年）。禁欲的な軍人皇帝として活躍し、第一次ブルガリア帝国などの周辺地域を征服。東ローマ帝国の最盛期を現出した。“ブルガロクトノス”は「ブルガリア人殺し」を意味する渾名。中世ギリシア語読みでは「ヴァシリオス」となる。また、バシレイオス2世の名に付随して「緋色の産室生まれ＝ポルフュロゲネトス（Πορφυρογέννητος）」の号が付く場合もある。

## 概要

バシレイオス2世治世下の東ローマ帝国領

過去のユスティニアヌス1世（「大帝」とも呼ばれる皇帝）以降、最大の領土を達成したため、東ローマ帝国の数ある皇帝の中でも偉大な皇帝とされている。
弟コンスタンティノス8世とともに父ロマノス2世存命中に共同副帝として戴冠していたが、父の死（963年）後も摂政のため実権を得ることなく、27歳のとき、ようやく名実ともに正帝となった。バルダス・フォーカスの反乱の鎮圧（987年 - 988年）にキエフ公国のウラジーミル1世（妹アンナと反乱後婚姻）の援軍を得、この討伐に成功した。また、これを機にキエフ公国はキリスト教を受容、キエフ大司教はコンスタンティノープル総主教の監督下に入った。
一方、帝国治下のバルカン半島ではサムエル王指揮下のブルガリアが帝国領を侵害したため、バシレイオス2世は23年の間ブルガリア戦役を行った。クレディオンの戦い（1014年）に勝利を収め、バシレイオス2世は全バルカン半島を再び帝国領とした。このため「ブルガリア征服王（ブルガロクトノス）」と呼ばれる。続いてシリア、アルメニアを攻略、占領後この地に7つのテマ制を新設、バルカン半島のそれと合せると10を数えるまでとなり、マケドニア朝の最盛期を築いた。
その他にも、国内的には自由農民の耕作地を大土地所有者から守るための法律改正を行い、国内の貴族らによる封建化を押えるなど業績を残した。しかし、南イタリアを基地にシチリア島のイスラム勢力掃討の準備中に急死し、弟コンスタンティノス8世が跡を継いだ。彼は無能であったにもかかわらず、バシレイオス2世の善政の影響で彼の死後数十年にわたって帝国は繁栄したとされている。

## 生涯

### 即位以前
マケドニア王朝の皇帝ロマノス2世の長男として産まれ、960年には共同皇帝に即位する。963年に父が若くして急死した。ヨセフ・ブリンガスが排除されて以後は弟で共同皇帝のコンスタンティノス8世の寝室管理長官で宦官でもある大叔父のバシレイオス・レカペノス（ノソス。ロマノス1世レカペノスの庶子）、母テオファノの再婚相手である軍事貴族出身の皇帝ニケフォロス2世フォカス、次いでニケフォロス2世を殺害して帝位を奪ったヨハネス1世ツィミスケスの下で、引き続き単なる飾り物の共同皇帝としての幼少年期を過ごした。
964年にニケフォロス2世フォカスにより行われたキリキア遠征では母と共にニケフォロス2世に従軍し、ドリズィオン要塞に留まった。

### 正帝即位後

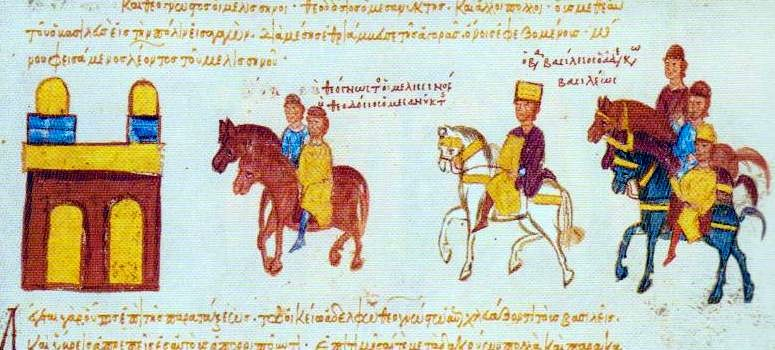
バシレイオス2世の対ブルガリア遠征からの凱旋

976年のヨハネス1世の死によって、成人していたバシレイオスは晴れて正帝となったが、寝室管理長官である大叔父のバシレイオス・レカペノスが引き続き政権を握ることになり、バシレイオス・レカペノスと対立したバルダス・スクレロスの反乱や第一次ブルガリア帝国の再興とブルガリア皇帝サムイルの侵攻に悩まされることになる。
986年のトラヤヌスの門の戦いに出陣するも小男ステファノスとレオン・メリセノスとの内部対立もあって第一次ブルガリア帝国に敗北した。バルダス・スクレロスの反乱を鎮圧した軍事貴族バルダス・フォカス（ニケフォロス2世フォカスの甥）やエウスタティオス・マレイオスなど、この戦いで不参加であった軍事貴族の不満や傭兵への敬意に欠けたバシレイオス2世の対応、占星術師らに端を発する「BはBを追い払い、Bが支配する」という流言による民心動揺もあり、バルダス・フォカスの反乱が起こり絶体絶命の危機に陥った。しかし軍事貴族の反乱はキエフ大公国の援軍（en:Rus'-Byzantine War (987)）を得てコンスタンティノス8世とともに出陣して臨んだアビドゥスでの決戦におけるバルダス・フォカスの死やこの反乱に合流していたバルダス・スクレロスの懐柔で平定に成功した。加えてバルダス・フォカスの反乱の前後に大叔父バシレイオス・レカペノスを追放し、コンスタンティノス8世が政治に無関心なこともあり実権を掌握した。
989年にコンスタンティノープルの地震でハギア・ソフィア大聖堂の一部が崩落したが、これを再建する。
第一次ブルガリア帝国に対しては幾度もの戦いの末、997年のスペルヒオス川の戦いで戦況は好転し、1014年にクレディオンの戦いで大勝した。クレディオン戦の際、ブルガリア人捕虜1万4千のうち100人に付き1人だけ片目を、残りのものは両目を潰し、ブルガリア皇帝サムイルの元へ送り返した。ひとりの目が見える男を先頭に99人の盲人が付き従って帰還したその光景を見て、サムイルは卒倒して死去したという。1018年にはブルガリアを完全に滅ぼして、東ローマ帝国によるバルカン半島全域の支配を約400年振りに回復した。これによってバシレイオス2世には「ブルガロクトノス（ブルガリア人殺し）」というあだ名が付けられた。しかし、征服した後はまるで別人のように寛容な政策を取り、帝国の他地域と違って税金を物納にすることも許している。
また、イスラーム勢力や南イタリアのランゴバルド人との戦いにも勝利し、北はドナウ川、南はクレタ島、東はシリア・アルメニア、西は南イタリア（マグナ・グラエキア）に及ぶ大帝国を建設。東ローマ帝国に中世の黄金時代をもたらした。11世紀中頃の知識人・政治家であるミカエル・プセルロスは、他の皇帝と違ってバシレイオスは勝利するまで帰還することなく戦い続けたと年代記に残している。ある時などは、ブルガリアと交戦中に北シリアのアンティオキアがイスラーム勢力によって攻撃されたと聞くと、そのままブルガリアから軍を率いてシリアへ転戦し、イスラーム勢力を追い払ったのである。

1025年、バシレイオス2世没時の東ローマ帝国版図

内政面では皇帝による専制政治を推し進めた。プセルロスは「バシレイオスは書かれた法に従うこともなく、何もかも一人で決めた」と記している。ここに、古代のディオクレティアヌス帝から始まったローマ帝国の皇帝専制体制はその頂点を迎えたのである。
バシレイオスは自らを苦しめた軍事貴族や大土地所有者を抑圧し、彼等が農民から不正に取得した土地の没収などを行う一方で、中小農民の土地保護などに努めた。ある時などは、皇帝自ら不正に大規模な土地を取得した者の屋敷へ乗り込み、屋敷を壊して土地を没収するということまで行った。
また贅沢を慎み、財政支出を抑制したので宮殿の倉庫は財宝で埋め尽くされ、バシレイオスの命令で拡張されたほどであったという。このように度重なる外征を行いながらも国家財政の健全化を成し遂げたが、一方でその緊縮財政により、経済発展は抑えられる結果ともなった。
さらに、1024年に反乱（en:Rus'–Byzantine War (1024)）平定の援軍派遣の見返りとしてキエフ大公ウラジーミル1世と妹アンナを縁組させたことによってロシア・ウクライナがキリスト教化し、正教会の勢力を北方へ拡大させることにも成功した。

### 崩御
1025年12月25日、シチリアのイスラム教勢力の掃討のための遠征の準備中に倒れ、まもなく死去した。結婚しなかったために子がなく、無能な弟コンスタンティノス8世が帝位を継いだ。バシレイオス2世の死によって東ローマ帝国の絶頂期は終わりを告げた。
ヨハネス・スキュリツェスの年代記では、遺言によりヘブドモンに隣接する福音史家ヨハネの教会に埋葬されたとされる。

## 人物
ミカエル・プセルロスの年代記によると普通より身長は低い一方、姿勢がまっすぐ伸びており、馬上となると比類ない印象であったとしている。また、髭をしごく癖や肘を張って腰に手を当てる癖があり、早口で話す方であったとしている。
また、東ローマ帝国マケドニア朝の最大領土を現出したり、第一次ブルガリア帝国を崩壊に追い込んだ業績などから、今日でも評価が高い皇帝となっている。